# 1,6-Heksandiol
1,6-Heksandiol je bezbojna kristalna čvrsta materija koja se topi na 42 ° i ključa na 208 °. On je rastvoran u vodi i higroskopan.